# Il mistero di Cambridge
Il mistero di Cambridge (Bulldog Drummond at Bay) è un film del 1937 diretto da Norman Lee.
Il personaggio di Bulldog Drummond fu creato negli anni venti dallo scrittore Herman C. McNeile che lo fece protagonista di una serie di romanzi e di commedie, adattati spesso per lo schermo.

## Trama
Mentre si trova in vacanza a caccia di anatre, Drummond viene coinvolto in un caso che dovrebbe vedere come protagonista un malato di mente fuggito dal manicomio vicino.

## Produzione
Il film fu prodotto dall'Associated British Picture Corporation (ABPC).

## Distribuzione
Distribuito dalla Wardour Films, il film uscì nel Regno Unito nel maggio 1937 con il titolo originale Bulldog Drummond at Bay in una versione di 78 minuti. Nelle sale cinematografiche USA fu distribuito dalla Republic Pictures in una versione di 59 minuti.